# コプロスマ属
コプロスマ属あるいはヘクソボチョウジ属（Coprosma）とは、アカネ科の属の一つである。分布域は主にオセアニア地域で（参照: #分布）、特にハワイ諸島では絶滅の恐れがある固有種が数種類見られる（参照: #下位分類）。この属の種は美しい花冠をつけるなど多種多様な虫媒花を擁するアカネ科植物としては珍しく雌雄異株かつ花弁の目立たない風媒花を咲かせる（参照: #特徴）。葉を観賞する園芸植物としていくつかのニュージーランド産の原種や改良品種が出回っている（参照: #利用）。

## 名称
属名 Coprosma はギリシャ語 κόπρος (kópros)〈糞〉と ὀσμή (osmḗ)〈におい〉の合成によるもので、全体で〈糞のようなにおいがする〉という意味合いである。このような属名がつけられたのは、この属の種として Forster & Forster (1776:138) で史上初めて記載された C. foetidissima とコプロスマ・ルキダ（C. lucida）の2種のうち前者が激しい悪臭を放つためという旨が原記載文献にも記されている。C. foetidissima には stinkwood〈臭う木〉という英名がつけられるようになるが、葉を潰した際のにおいは「腐った卵」と形容される代物である。

## 分布
マレー群島区系から太平洋、オーストラリア沖のマッコーリー島、チリ沖のフアン・フェルナンデス諸島にかけて分布する。

## 生態
ニュージーランドにおいては海岸沿いから山地に至るまであらゆる生態系に見られるが、22種が森林や低木林（藪）に見られる（Allan (1961); Poole & Adams (1994)）。コプロスマ・ロブスタ（C. robusta）は湿った場所に、コプロスマ・ルキダはそれよりも乾燥した場所に、低木のコプロスマ・レペンス（C. repens; マオリ語: taupata タウパタ）は沿岸地帯、とりわけ浜によく見られる。
耐霜性や半耐寒性を持つ種も存在する。

## 特徴
常緑低木および小高木。
葉は概して対生で単葉、線形から円形、革質であるものが多く明淡緑色から濃緑色、紫色または褐色。
花は筒形または狭漏斗形や鐘形で4-5裂、単生あるいは集散花序ないしは房状につき、白色または緑色を帯びるが小さくて目立たない。少なくともニュージーランド産でこの属の種は全て雌雄異株で風媒花（風で花粉を運んでもらう花）をつける（Webb, Lloyd & Delph (1999)）。アカネ科ではコプロスマ属のほかにGalopina属やヤマトグサ属（Theligonum）も花が縮小して風媒花が発達しているが、これらは基本的に両性花であるアカネ科にあっては異例のことである。雄花の雄蕊は長く、雌花の柱頭も花粉を捕まえる舌のように突き出て長い。
果実は小さな多肉の漿果で同じアカネ科であるコーヒーノキと同様に種子を2つ含む。果肉の表面には必ずと言ってよいほど光沢が見られ、色は半透明な白色、青色、黄色、橙色、赤色といった具合にまちまちである。これらの果実は房状になることが多く、特にコプロスマ・ロブスタやコプロスマ・ルキダの場合それが顕著である。

## 利用

### 園芸

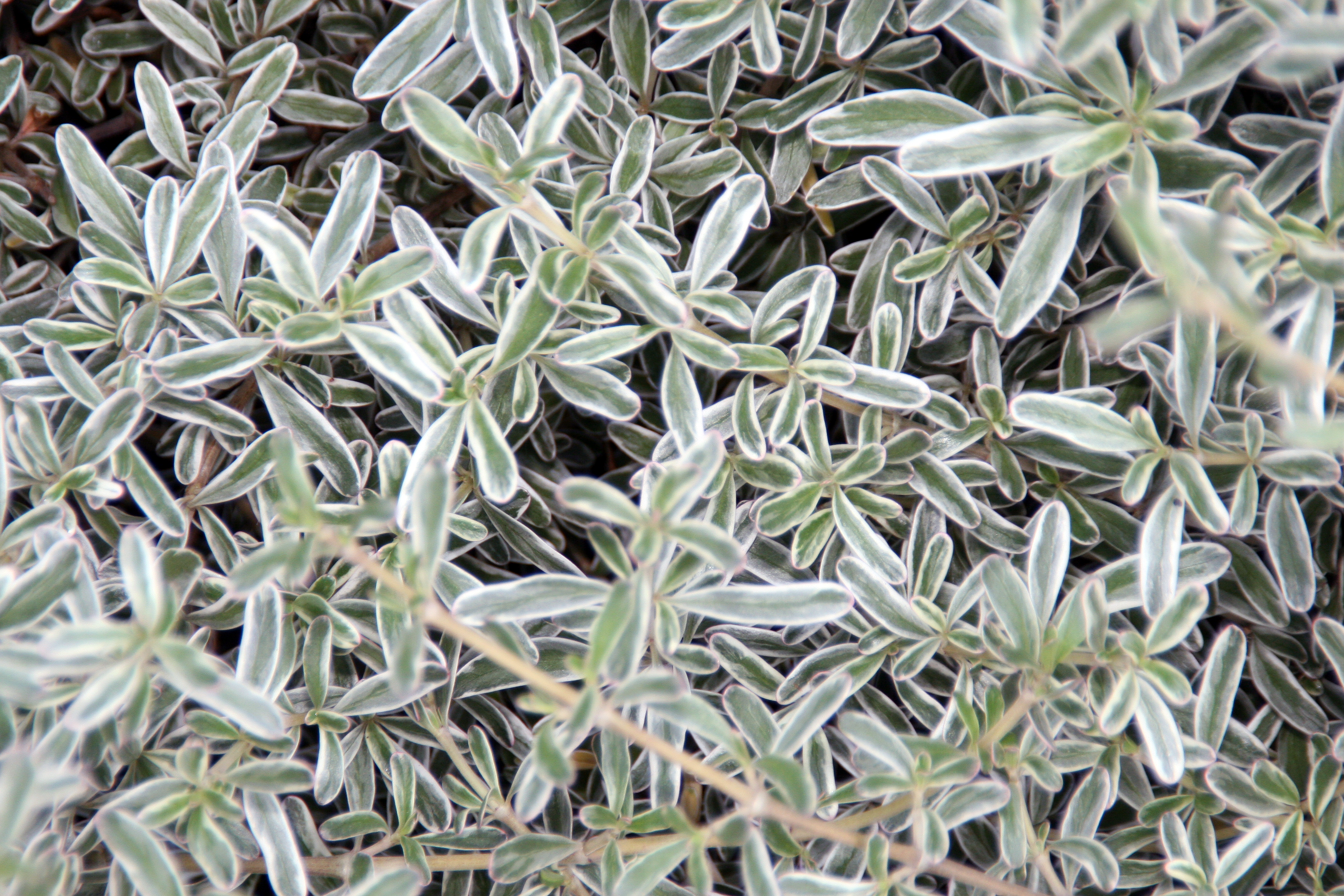
コプロスマ・カーキー 'ヴァリエガータ'

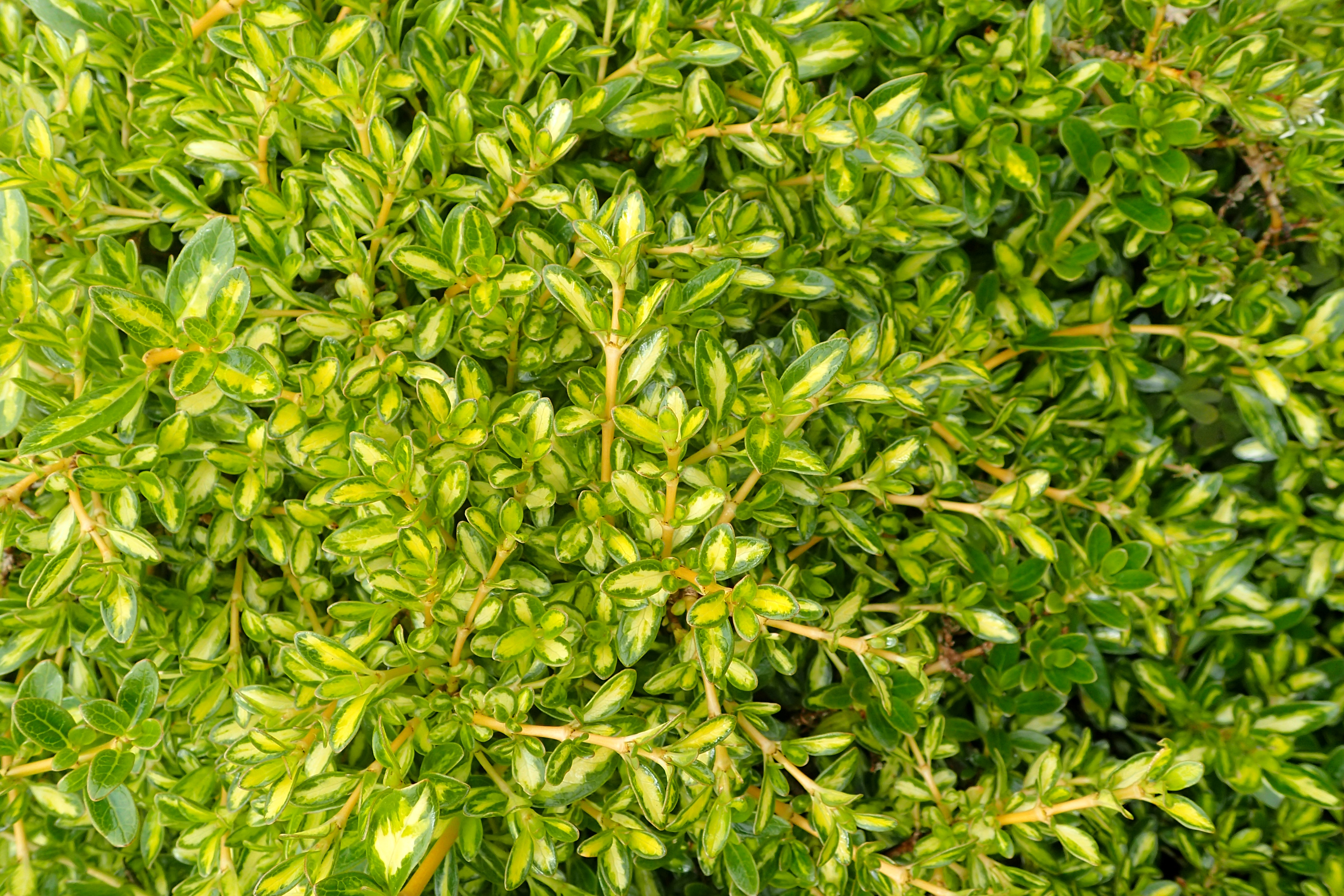
コプロスマ 'キウイゴールド'

花は目立たないが葉が美しく、観賞されるのは専ら葉である。雌株と雄株を両方植えれば実がなる。
園芸用となる主な原種はコプロスマ・レペンス、コプロスマ・ロブスタ、種間雑種のコプロスマ・カーキー（C. × kirkii）で、ほかにコプロスマ・アセローサ（C. acerosa）、コプロスマ・ルキダ、コプロスマ・ピートリエイ（C. petriei）も知られる。カーキーの方がレペンスよりも耐寒性が強く、暖地であれば露地でも越冬すると思われる。品種としては 'ビートソンズゴールド'（'Beatson's Gold'）、'チョコレートソルジャー'（'Chocolate Soldier'）、'コッパーシャイン'（'Coppershine'）、'キウイゴールド'（'Kiwi Gold'）、レペンス由来の 'ピクチュラータ'（'Picturata'; 'アウレア' ('Aurea') とも）や 'マーブルクイーン'（'Marble Queen'）、ロブスタ由来の 'ウィリアムシアイ・ヴァリエガータ'（'Williamsii Variegata'）、カーキーの班入り品種 'ヴァリエガータ'（'Variegata'）などが存在する。
ロックガーデンや低木のボーダー花壇に植える。降霜地域では半耐寒性種や品種を最低2度の温室あるいは観賞用温室で栽培する。横井 (1988) は日本での栽培について、種によっては関東の無加温温室で容易に越冬し、十分成長すると述べている。温室で育てる場合は壌土を基本とする鉢物用土に砂を混ぜて植え、明るく遮光し、通気をよくする。レペンスは室内の鉢物向きで日陰でも生長するが強光線が必要と思われ、暗い室内では枝が間延びして徒長しやすくなってしまう。生長期は十分に水やりをし、成分のバランスがとれた液肥を月に1度施し、その他は適度に水やりを行う。屋外で育てる場合は中性-弱酸性かつ適度に肥沃で湿っているが排水のよい土壌で、日なたか半日陰に植える。

### 薬用
コプロスマ・ルキダ、Coprosma macrocarpa、コプロスマ・ロブスタの3種はマオリ語ではまとめてカラムーあるいはカラム（karamū）と呼ばれるが、これらカラムーの葉や小枝の煎じ汁は傷や打撲の塗り薬として用いられ、また熱さましや腎臓の不調の際にも利用された。

## 下位分類
分類は Govaerts et al. (2021) による。
- Coprosma acerosa(Wikispecies) A.Cunn.（シノニム: C. brunnea (Kirk) Cockayne） コプロスマ・アセローサ（別名: コプロスマ・ブルンネア）[10] - ニュージーランド（スチュアート島を含む）、ニュージーランド領チャタム諸島に自生。マオリ語: tarakupenga タラクペンガ、tātaraheke タータラヘケ; 英: sand coprosma[7]
- C. acutifolia(Wikispecies) Hook.f. - ニュージーランド領ケルマデック諸島に自生。
- C. arborea Kirk - ニュージーランドに分布。マオリ語: māmāngi ママンギ[14][注 2]
- C. archboldiana(Wikispecies) Merr. & L.M.Perry - ニューギニアでのみ確認されている。
- C. × arcuata Colenso
- C. areolata(Wikispecies) Cheeseman - ニュージーランド（スチュアート島を含む）に自生。
- C. atropurpurea(Wikispecies) (Cockayne & Allan) L.B.Moore - ニュージーランド南島に自生。最初はピートリエイ種の変種として記載された（1926年）が1974年に独立種とする説が出され、これが受容されるに至った。
- C. autumnalis Colenso - マオリ語でmanono マノノ あるいは kanono カノノ と呼ばれ[7]、従来コプロスマ・グランディフォリア（C. grandifolia Hook.f.）とされてきたが2020年10月7日に発表された学名の命名経緯をめぐる見直しにより、左記の学名に改められた[15]。
- C. barbata(Wikispecies) Utteridge - 2002年に新種として記載され、ニューギニア西部 (インドネシア領) のプンチャック・ジャヤに見られる。
- C. baueri Endl.
- C. benefica(Wikispecies) W.R.B.Oliv. - Oliver (1935:137) で記載。ピトケアン島固有種。CR IUCN  (ver 2.3)
- C. bougainvilleensis(Wikispecies) Gideon - 2002年に新種記載されたソロモン諸島産（基準標本の採取地はパプアニューギニア領のブーゲンヴィル島）の種。
- C. brassii(Wikispecies) Merr. & L.M.Perry - ニューギニアでのみ確認されている。
- C. × buchananii Kirk
- C. chathamica(Wikispecies) Cockayne - ニュージーランド領チャタム諸島産。
- C. cheesemanii(Wikispecies) W.R.B.Oliv. - Oliver (1935:47) で記載。ニュージーランド（北島・南島）に自生。
- C. ciliata(Wikispecies) Hook.f. - ニュージーランド（北島・南島）およびニュージーランド領アンティポディーズ諸島に自生。
- C. colensoi Hook.f.
- C. cookei(Wikispecies) Fosberg - フランス領ポリネシアはオーストラル諸島のラパ島固有種。DD IUCN  (ver 2.3)
- C. cordicarpa(Wikispecies) J.Cantley, Sporck-Koehler & Chau - ハワイ諸島のマウイ島で発見され、2016年に新種として記載された[16]。EN IUCN  (ver 3.1)
- C. crassifolia(Wikispecies) Colenso - ニュージーランド（北島・南島）に自生。
- C. crenulata W.R.B.Oliv.
- C. cuneata Hook.f.
- C. cymosa(Wikispecies) Hillebr. - 1888年にウィリアム・ヒレブランドにより死後出版の形で記載されたハワイ諸島産の種。
- C. decurva(Wikispecies) Heads - 1998年に新種記載されたニュージーランド (北島・南島) 産の種。
- C. depressa Colenso ex Hook.f.
- C. divergens(Wikispecies) W.R.B.Oliv. - 1942年の記載以来ニューギニア東部でのみ確認されている。
- C. dodonaeifolia(Wikispecies) W.R.B.Oliv. - 基準標本はニュージーランド北部グレート・バリア島（英語版）のホブソン山（Mount Hobson）で採取され、Oliver (1935:127) で記載された。
- C. dumosa(Wikispecies) (Cheeseman) G.T.Jane - ニュージーランド (北島・南島) に自生。1906年に C. parviflora の変種として記載されたが、2005年に独立種とされた。
- C. elatirioides de Lange & A.S.Markey
- C. elegans(Wikispecies) Utteridge - 2002年に新種として記載され、ニューギニア西部 (インドネシア領) のプンチャック・ジャヤに見られる。
- C. elliptica(Wikispecies) W.R.B.Oliv. - Oliver (1935:150) で記載されたハワイ諸島カウアイ島固有種。EN IUCN  (ver 3.1)
- C. ernodeoides(Wikispecies) A.Gray - ハワイ諸島産。
- C. esulcata(Wikispecies) (F.Br.) Fosberg - マルケサス諸島のヌク・ヒバ島やウア・ポウ島（Ua Pou; 基準標本の採取地）に生育の記録あり。DD IUCN  (ver 2.3)
- C. fatuhivaensis(Wikispecies) W.L.Wagner & Lorence - マルケサス諸島のファトゥ・イヴァ島（Fatu-Hiva）で採取され、2011年に新種記載された種[17]。
- C. foetidissima(Wikispecies) J.R.Forst. & G.Forst. - ニュージーランドに分布。マオリ語: hūpiro[7] フーピロ; 英: stinkwood
- C. foliosa(Wikispecies) A.Gray - ハワイ諸島の固有種で、これまでにカウアイ島・オアフ島・マウイ島・モロカイ島・ラナイ島の5島で採取されている。VU IUCN  (ver 3.1)
- C. fowerakeri(Wikispecies) D.A.Norton & de Lange - 2003年に新種記載されたニュージーランド南島産の種。
- C. glabrata(Wikispecies) J.W.Moore（シノニム: C. tahitensis var. glabrata (J.W.Moore) Fosberg）- 1933年に記載。ソシエテ諸島のライアテア島にのみ見られる。DD IUCN  (ver 2.3)
- C. × gracilicaulis Carse
- C. × gracilis A.Cunn.
- C. hirtella(Wikispecies) Labill. - オーストラリア南東部に自生。
- C. hookeri(Wikispecies) Stapf - マレーシアのサバ州キナバル山にのみ見られる。
- C. huttoniana(Wikispecies) P.S.Green - オーストラリア領ロード・ハウ島で採取され、1990年に新種として記載。
- C. inopinata(Wikispecies) I.Hutton & P.S.Green - ロード・ハウ島で採取され、1993年に新種として記載。
- C. intertexta(Wikispecies) G.Simpson - 1945年に新種記載されたニュージーランド南島産の種。
- C. kauensis(Wikispecies) (A.Gray) A.Heller - ハワイ諸島カウアイ島の固有種。EN IUCN  (ver 3.1)
- C. kawaikiniensis(Wikispecies) K.R.Wood, Lorence & Kiehn - 2016年に新種として記載されたハワイ諸島カウアイ島の固有種。CR IUCN  (ver 3.1)
- C. × kirkii Cheeseman コプロスマ・カーキー[11] - アセローサとレペンスの種間雑種[10]。
- C. laevigata Cheeseman - クック諸島のラロトンガ島固有種。 CR IUCN  (ver 3.1)
- C. lanceolaris(Wikispecies) F.Muell. - ロード・ハウ島のみで確認されている。
- C. linariifolia(Wikispecies) (Hook.f.) Hook.f. - ニュージーランド（北島・南島）に自生。ジョセフ・ダルトン・フッカーにより1852年に C. propinqua の一変種として記載されたが、12年後に彼自身によって独立種とされた。
- C. longifolia(Wikispecies) A.Gray - ハワイ諸島のオアフ島産。
- C. lucida(Wikispecies) J.R.Forst. & G.Forst. コプロスマ・ルキダ[11] - ニュージーランドに分布。マオリ語: karamū[7] カラムー。
  - C. lucida var. angustifolia Cheeseman
  - C. lucida var. lucida
- C. macrocarpa(Wikispecies) Cheeseman - ニュージーランドにのみ見られる。マオリ語: karamū[7] カラムー。LC IUCN  (ver 3.1)
- C. menziesii(Wikispecies) A.Gray - ハワイ諸島産。
- C. meyeri(Wikispecies) W.L.Wagner & Lorence - マルケサス諸島のヒバ・オア島で採取され、2011年に新種記載された種[17]。
- C. microcarpa Hook.f.(Wikispecies) - ニュージーランド（北島・南島）に自生。
- C. × molokaiensis H.St.John
- C. montana(Wikispecies) Hillebr. - 1888年にウィリアム・ヒレブランドにより死後出版の形で記載されたハワイ諸島固有種。VU IUCN  (ver 3.1)
- C. moorei(Wikispecies) F.Muell. ex Rodway - オーストラリアのヴィクトリア州東部およびタスマニア島中央部に自生。
- C. × neglecta Cheeseman
- C. nephelephila(Wikispecies) J.Florence - マルケサス諸島のヌク・ヒバ島固有種。LR/lc IUCN  (ver 2.3)
- C. niphophila(Wikispecies) Orchard - オーストラリアのニューサウスウェールズ州南東部（コジオスコ山地域）およびニュージーランド南島に自生する種で、Orchard (1986:134) により新種記載された。
- C. nitida(Wikispecies) Hook.f. - ニューサウスウェールズ州中東部、ヴィクトリア州東部、タスマニア島に自生。
- C. nivalis(Wikispecies) W.R.B.Oliv. - ニューサウスウェールズ州南東部からタスマニア島中央部にかけて自生。Oliver (1935:37) で記載。
- C. novaehebridae(Wikispecies) W.R.B.Oliv. - Oliver (1935:140) で記載され、バヌアツでのみ確認されている。
- C. obconica Kirk
  - C. obconica subsp. distantia de Lange & R.O.Gardner
  - C. obconica subsp. obconica
- C. ochracea(Wikispecies) W.R.B.Oliv. - Oliver (1935:153) で記載されたハワイ諸島固有種で、複数の島々に跨って見られる。VU IUCN  (ver 3.1)
- C. oliveri(Wikispecies) Fosberg - チリ領フアン・フェルナンデス諸島にのみ自生。一応は新種として1968年に記載されているが、その記載を行ったフォスバーグ（英語版）自身が述べているように、同種と思われるものについての報告は19世紀前半の時点で既に存在していた[18]。VU IUCN  (ver 2.3)
- C. papuensis(Wikispecies) W.R.B.Oliv. - Oliver (1935:147) で記載され、後に2つの亜種が認められているが全てパプアニューギニアに分布。LC IUCN  (ver 3.1)
  - C. papuensis subsp. discolor(Wikispecies) (P.Royen) R.O.Gardner - 1983年に独立種として記載されたが、2002年に亜種とされた。
  - C. papuensis subsp. mopaensis(Wikispecies) R.O.Gardner - 2002年に全く新しい亜種として記載。
  - C. papuensis subsp. papuensis
- C. parviflora(Wikispecies) Hook.f. - ニュージーランド (北島・南島) に自生。
- C. pedicellata Molly, de Lange & B.D.Clarkson
- C. perpusilla(Wikispecies) Colenso - Oliver (1935:33) により一度は C. pumila のシノニムとされたが、Orchard (1986:133) により再び独立種とされた。
  - C. perpusilla subsp. perpusilla(Wikispecies) - オーストラリアのニューサウスウェールズ州南東部からタスマニアにかけてとニュージーランド（スチュアート島を含む）に分布する基本亜種。
  - C. perpusilla subsp. subantarctica(Wikispecies) Orchard - 亜種小名は〈亜南極の〉という意味で、その名の通り南極に程近いオーストラリア領マッコーリー島およびニュージーランド領アンティポディーズ諸島に分布が限られる。
- C. persicifolia(Wikispecies) A.Gray - フィジーでのみ確認されている。
- C. petiolata(Wikispecies) Hook.f. - ケルマデック諸島に自生。
- C. petriei(Wikispecies) Cheeseman コプロスマ・ピートリエイ[11] - ニュージーランド（北島・南島）に自生。
- C. pilosa Endl.
- C. polymorpha(Wikispecies) W.R.B.Oliv. - Oliver (1935:92) で記載。基準標本はニュージーランド南島産。
- C. prisca(Wikispecies) W.R.B.Oliv. - ロード・ハウ島に自生。1917年に発表された。
- C. propinqua(Wikispecies) A.Cunn. - ニュージーランドに分布。LC IUCN  (ver 3.1)
  - C. propinqua var. latiuscula Allan
  - C. propinqua var. martini(Wikispecies) W.R.B.Oliv. - チャタム島産。Oliver (1935:67) で記載された変種。
  - C. propinqua var. propinqua(Wikispecies) - 北島および南島に自生する基本変種。マオリ語: mingimingi[7] ミンギミンギ
- C. pseudociliata(Wikispecies) G.T.Jane - ニュージーランド (北島・南島) に自生。1887年に C. parviflora の変種 var. pilosa Cheeseman として記載され、以後1世紀以上にわたってその扱いが続いていたが、2005年になって独立種とされた。
- C. pseudocuneata(Wikispecies) W.R.B.Oliv. ex Garn.-Jones & Elder - ニュージーランド（北島・南島）に自生。
- C. pubens(Wikispecies) A.Gray - ハワイ諸島産。
- C. pumila(Wikispecies) Hook.f. - ヴィクトリア州東部とタスマニア島中央部に自生。
- C. putida(Wikispecies) C.Moore & F.Muell. - ロード・ハウ島のみで確認されている。
- C. pyrifolia (Hook. & Arn.) Skottsb. - フアン・フェルナンデス諸島に分布。VU IUCN  (ver 2.3)
- C. quadrifida (Labill.) B.L.Rob. LC IUCN  (ver 3.1)
- C. raiateensis(Wikispecies) J.W.Moore（シノニム: C. tahitensis var. raiateensis (J.W.Moore) Fosberg）- 1933年に記載。基準標本はライアテア島のテメハニ山 (Mont Temehani) で採取されたもので、その後もライアテア島以外では確認されていない。DD IUCN  (ver 2.3)
- C. rapensis F.Br.
- C. repens A.Rich. コプロスマ・レペンス[11][10]（マオリ語: taupata タウパタ[14]; 英: mirror-plant, looking-glass plant[11]; 和名: ヘクソボチョウジ[10]）- ニュージーランドに自生。
- C. reticulata(Wikispecies) J.Florence マルケサス諸島ヌク・ヒバ島の固有種。LR/lc IUCN  (ver 2.3)
- C. rhamnoides(Wikispecies) A.Cunn. - ニュージーランド（北島・南島・スチュアート島）に自生。
- C. rhynchocarpa(Wikispecies) A.Gray - ハワイ諸島産。
- C. rigida(Wikispecies) Cheeseman - ニュージーランド（北島・南島）に自生。
- C. robusta(Wikispecies) Raoul コプロスマ・ロブスタ[11][10] - ニュージーランド（チャタム諸島を含む）に自生。マオリ語: karamū[7] カラムー
- C. rotundifolia(Wikispecies) A.Cunn. - ニュージーランド（スチュアート島を含む）に自生。
- C. rubra(Wikispecies) Petrie - ニュージーランド（北島および南島）に自生。
- C. rugosa(Wikispecies) Cheeseman - ニュージーランド（北島・南島）およびアンティポディーズ諸島に自生。
- C. savaiiensis(Wikispecies) Rech. - サモア固有種。LC IUCN  (ver 3.1)
- C. serrulata Hook.f. ex Buchanan
- C. setosa(Wikispecies) J.W.Moore - 1933年に記載。基準標本はライアテア島のテメハニ山で採取されたものである。
- C. spathulata A.Cunn.
  - C. spathulata subsp. hikuruana de Lange & Heenan
  - C. spathulata subsp. spathulata
- C. stephanocarpa(Wikispecies) Hillebr. - 1888年にウィリアム・ヒレブランドにより死後出版の形で記載され、その後一時期 C. foliosa のシノニムと見做されていたが、2016年に見直しが行われた結果再び独立種と認定された[16]。ハワイ諸島マウイ島の固有種。EN IUCN  (ver 3.1)
- C. strigulosa(Wikispecies) Lauterb. - 1908年に記載されたサモア産の種。
- C. sundana(Wikispecies) Miq. - インドネシアのジャワ島山岳地帯にのみ見られる。
- C. × tadgellii W.R.B.Oliv.
- C. tahitensis A.Gray
- C. talbrockiei(Wikispecies) L.B.Moore & R.Mason - オーストラリアのヴィクトリア州および基準標本の産地であるニュージーランド南島のネルソン北西に見られる種。1974年に新種記載された。
- C. temetiuensis(Wikispecies) W.L.Wagner & Lorence - ヒバ・オア島で採取され、2011年に新種記載された種[17]。
- C. tenuicaulis Hook.f. - マオリ語: hukihuki[7] フキフキ
- C. tenuifolia Cheeseman
- C. ternata(Wikispecies) W.R.B.Oliv. - 基準標本はハワイ諸島モロカイ島産。Oliver (1935:175) で記載。
- C. velutina(Wikispecies) Fosberg - 基準標本が採取されたのは、フランス領ポリネシアはトゥブアイ諸島のライヴァヴァエ島 (Raivavae) である。
- C. virescens Petrie
- C. waima(Wikispecies) A.P.Druce - ニュージーランド北島のワイマ・フォレスト（Waima Forest）で採取された標本を基に、1989年に新種として記載された。
- C. waimeae(Wikispecies) Wawra - ハワイ諸島カウアイ島の固有種。VU IUCN  (ver 3.1)
- C. wallii(Wikispecies) Petrie - 基準標本はニュージーランド南島のポールター川（Poulter River）で採取された。VU IUCN  (ver 2.3)
- C. wollastonii(Wikispecies) Wernham
  - C. wollastonii var. epiphytica(Wikispecies) (P.Royen) R.O.Gardner - ニューギニアの山岳地帯に自生する。
  - C. wollastonii var. novoguineensis(Wikispecies) (Merr. & L.M.Perry) R.O.Gardner - ニューギニア西部 (インドネシア領) の山岳地帯に見られる。
  - C. wollastonii var. wollastonii(Wikispecies) - スラウェシ西部およびニューギニア中央部に見られる。